# Apodemus avicennicus
Il topo selvatico di Avicenna (Apodemus avicennicus  Darvish, Javidkar & Siahsarvie, 2006) è un roditore della famiglia dei Muridi endemico dell'Iran.

## Descrizione

### Dimensioni
Roditore di piccole dimensioni, con la lunghezza media della testa e del corpo di 88,86 ± 7,71 mm, la lunghezza media della coda di 96,6 ± 6,34 mm, la lunghezza media del piede di 21,28 ± 0,48 mm e la lunghezza media delle orecchie di 15,14 ± 0,89 mm.

### Aspetto
Le parti superiori sono bruno-grigiastre, mentre le parti ventrali sono bianche. Una macchia arancione sul petto è presente in alcuni esemplari, talvolta ridotta ad una sottile striscia. La linea di demarcazione lungo i fianchi è moderatamente distinta. La coda è più lunga della testa e del corpo. Il cariotipo è 2n=48 FN=46.

## Distribuzione e habitat
Questa specie è conosciuta soltanto da 8 esemplari catturati nel villaggio di Fakhrabad, provincia di Yazd, nell'Iran centrale.

## Conservazione
Questa specie, essendo stata scoperta solo recentemente, non è stata sottoposta ancora a nessun criterio di conservazione.